# Губаревка (Харьковская область)
Гу́баревка (укр. Губарівка) — село в Богодуховском районе, Харьковской области.
Код КОАТУУ — 6320881501. Население села, по переписи 2001 года,  составляло 1456 (660/796 м/ж) человек.
Является административным центром Губаревского сельского совета, в который не входят другие населённые пункты.

## Географическое положение
Село Губаревка находится на правом берегу реки Мерла. Ниже по течению примыкает село Полковая Никитовка. Выше по течению села Кручик и Павловка. На противоположном берегу расположен пгт Гуты. С восточной стороны села растёт дубовый лес, с южной — хвойный. На север и на запад от села простираются поля. 
Рядом с селом проходят автомобильные дороги Р-46 и Т-1702. На севере села расположена железнодорожная станция «Губаревка» (ж/д направление Харьков-Сумы). На северно-западной окраине села автомобильная трасса Харьков - Ахтырка пересекает железнодорожные пути.

## История
- 1685 — дата основания.
- с 1933 по 2003 год через село проходила узкоколейная железная дорога, использовавшаяся для перевозки сахарной свеклы.[2]

## Экономика
- В селе есть молочно-товарная ферма, сельхозтехника.
- Гутянский элеватор.
- Комбикормовый завод и мельничный комплекс.
- ООО «Богодуховский комбикормовый завод».
- «Промінь», сельское фермерское хозяйство.

## Достопримечательности
- Братская могила советских воинов и памятный знак воинам-односельчанам. Похоронено 153 воина.

## Культура
- Школа (в 2019 открыта новое здание школы)[3].
- Библиотека (в сельсовете).

## Религия
- Церковь Рождества Пресвятой Богородицы. Первая церковь деревянная была построена самими жителями в 1732 году, а каменная за средства помещиков Харитоненка и Кенига в 1890 году. В 2013 году заложен фундамент новой церкви.

## Известные уроженцы
- Зарицкий Пётр Васильевич (1928─2017) ─ советский и украинский ученый-геолог, заслуженный профессор Харьковского национального университета им. В. Н. Каразина[4].